# Agata (minerale)

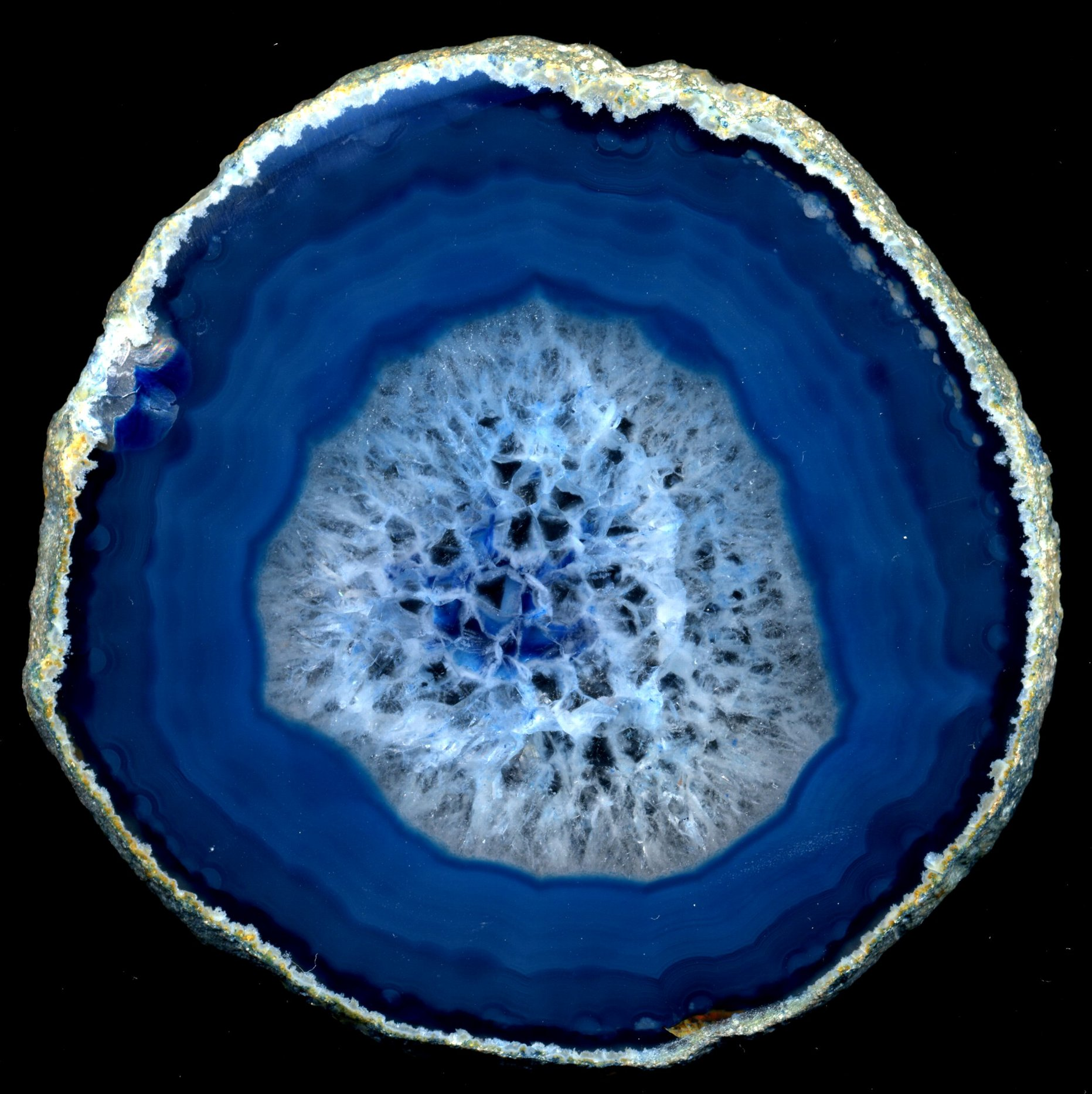
Sezione di agata blu

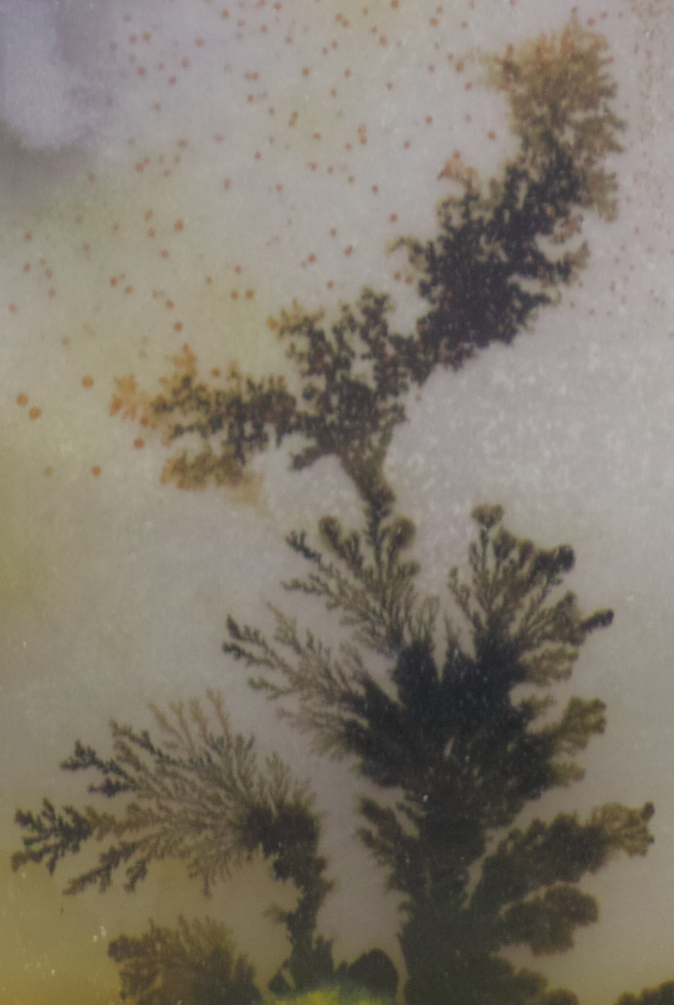
Agata dendritica, dettaglio

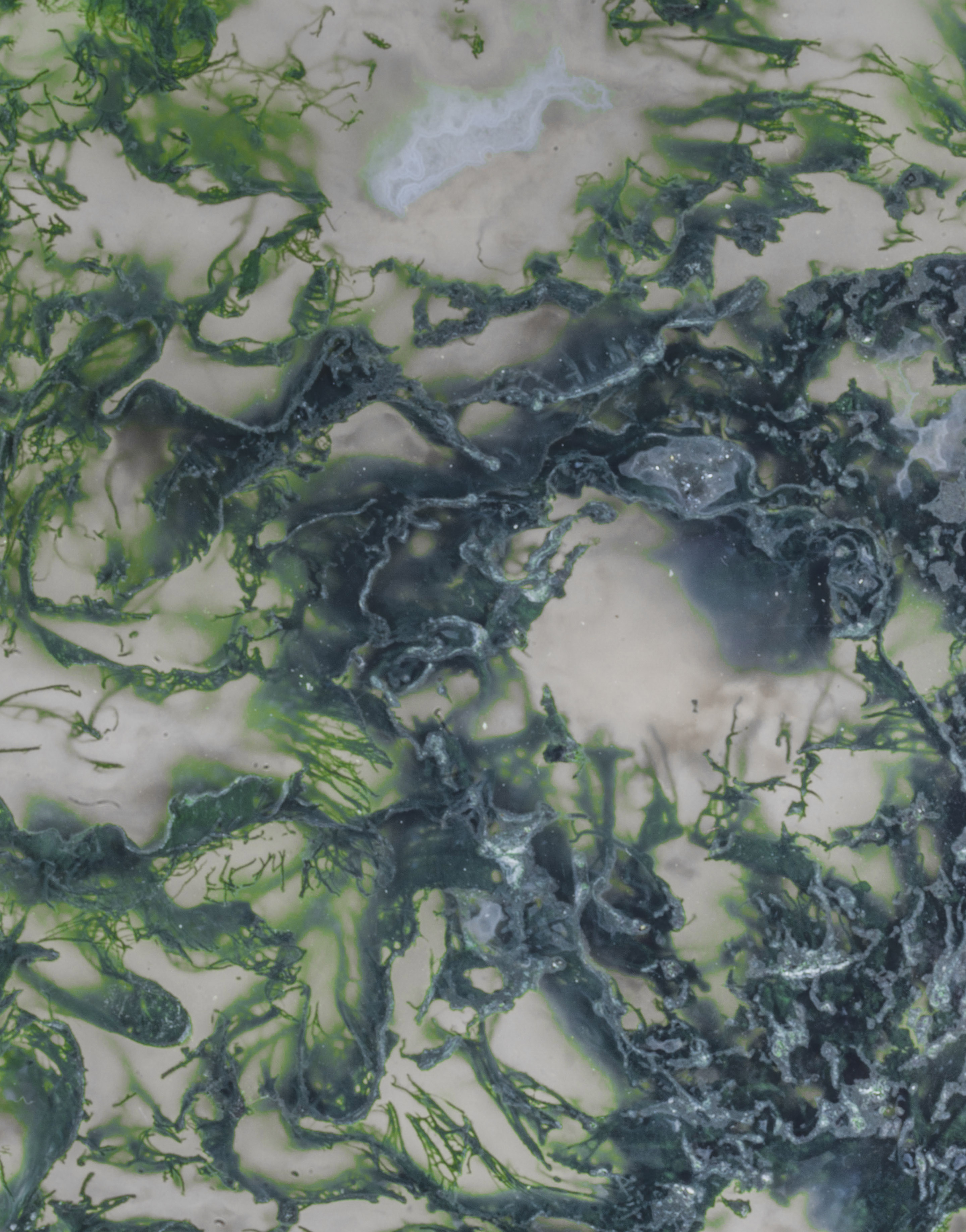
Agata muschiata, dettaglio

L'agata (dal greco antico: ἀχάτης?, achátes) è una varietà di calcedonio, nome generico che viene dato al quarzo, quando questo si presenta in masse compatte di silice microcristallina con tessitura fibroso-orientata. L'agata presenta una tipica struttura zonata e visibile anche a occhio nudo, grazie alla diversità di colore. 
L'agata si forma per deposizione ritmica di silice, normalmente entro cavità amigdalari di rocce basaltiche, o legni pietrificati (agatizzati).

## Tipologie
Esistono diverse varietà di agata, come ad esempio:
- a bande
- a fortezza
- a occhio
- dendritica
- muschiata
- blue lake

## Onice
Quando l'agata si presenta in bande piane e parallele, di colore contrastante (chiare/scure), prende il nome di onice (dal greco ὄνυξ, ónyx, unghia, per l'aspetto traslucido). Sfruttando gli strati di colore contrastante (generalmente due ma, eccezionalmente, fino a cinque), l'onice viene utilizzata nella glittica per realizzare cammei.
A seconda dei colori delle bande, si hanno diverse denominazioni:
- strato di fondo marrone: sardonice;
- strato di fondo rosso: onice-corniola.

## Giacimenti
Uno dei giacimenti più famosi è quello dell'Idar-Oberstein, in Renania-Palatinato, dove l'agata viene raccolta fin dal 1548. Altri vasti giacimenti sono presenti in Uruguay e Brasile.

## Tagli
I tipi di taglio più frequenti sono il cammeo e il cabochon, anche se in molti casi sezioni di questa pietra vengono lucidate con notevoli effetti estetici.

## Impieghi

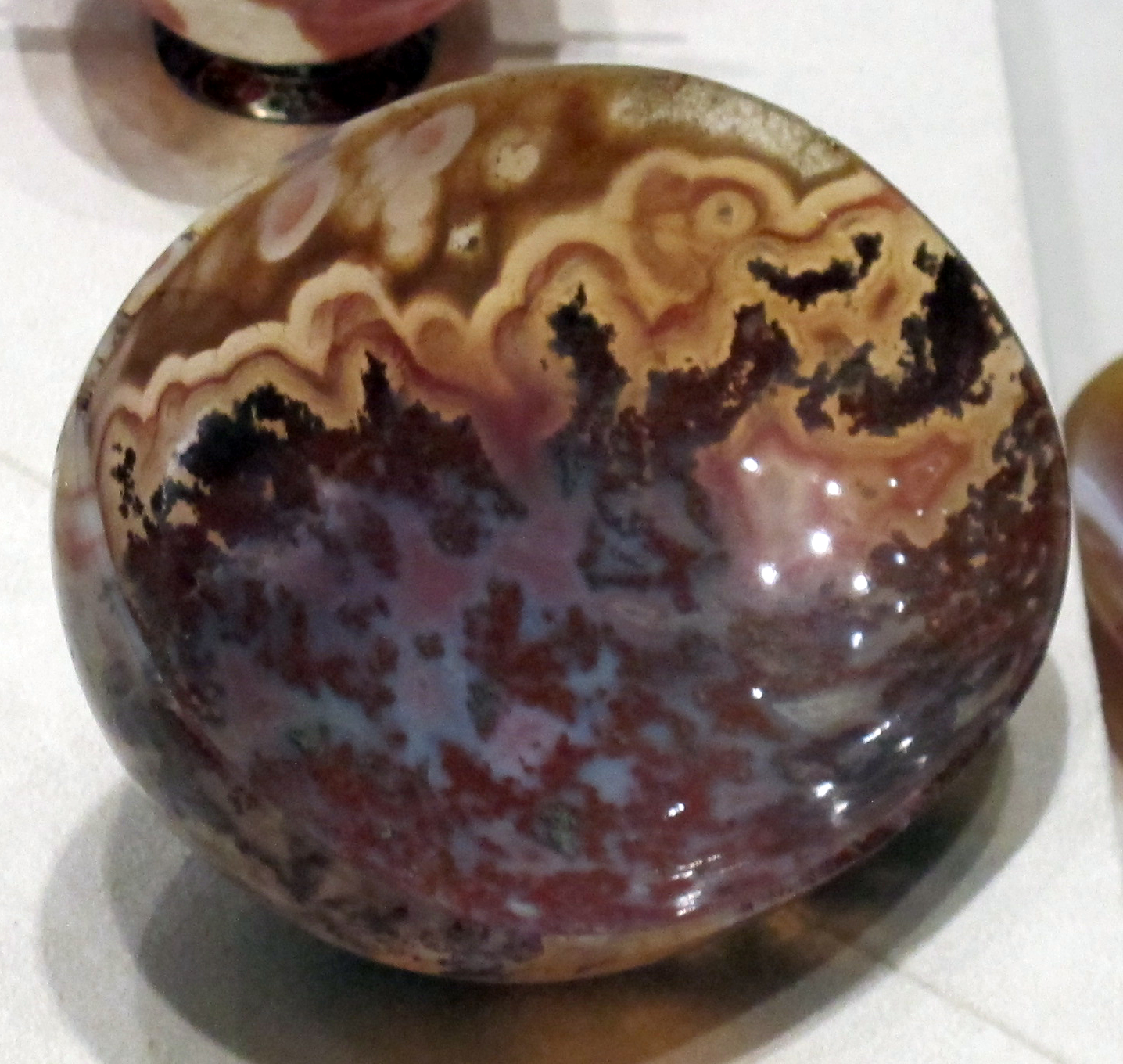
Tazza in agata, Italia, 1590-1610 ca.

L'agata viene utilizzata in gioielleria per anelli, spille, bracciali, pendenti, collane, ma anche per la creazione di cammei e di oggetti tra i quali, molto apprezzato, il primo anello guida lenza delle canne per la pesca a mosca.
Trova inoltre impiego nell'industria, a causa della sua durezza, nella produzione di malte o filiere tessili.